# Justine Siegemund

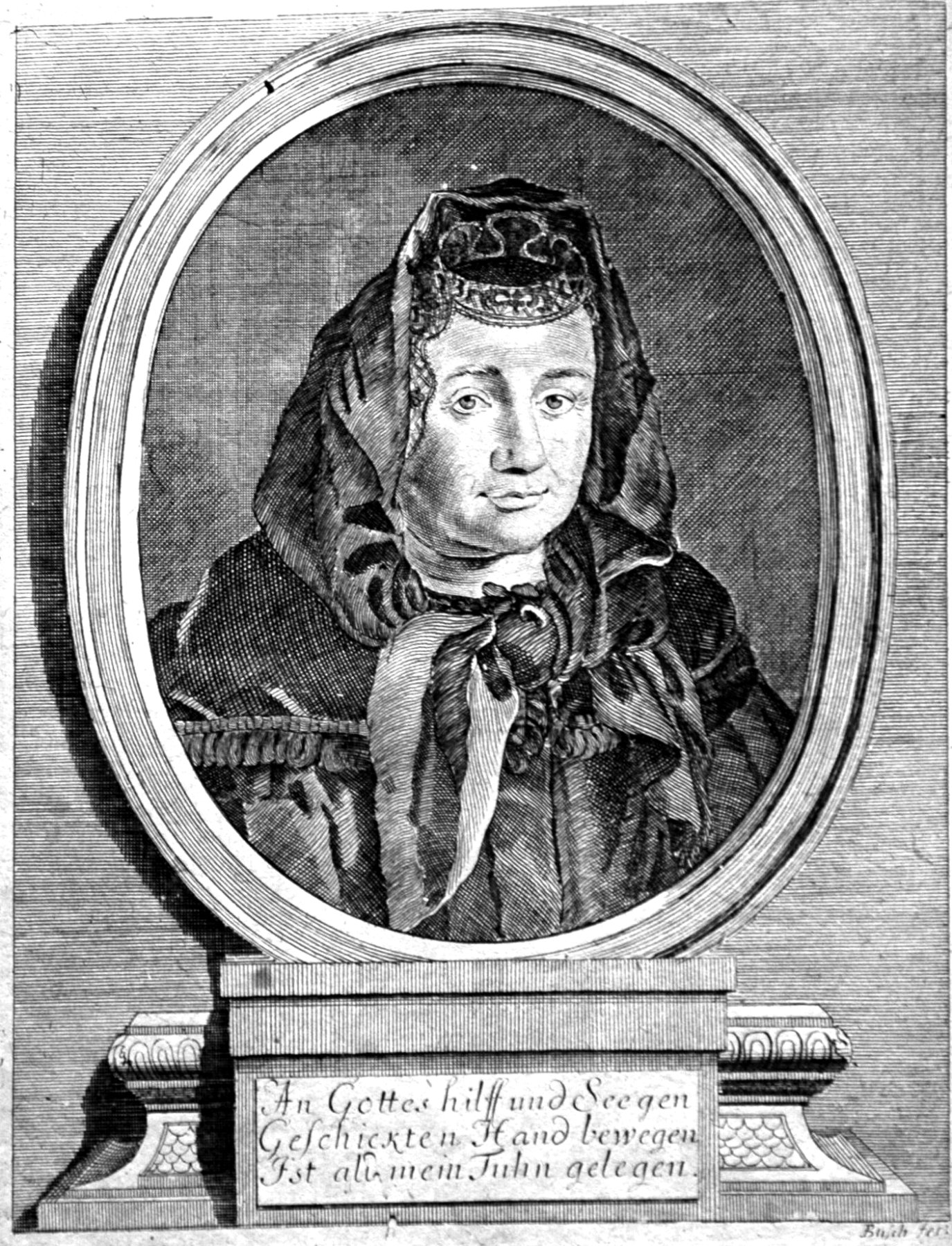
Justine Siegemund

Justine Siegemund (auch Justina Siegmund, Justina Sigmund, Justine Siegmund; genannt Siegemundin oder Justine Siegemundin), geborene Dietrich oder Dittrich (* 26. Dezember 1636 in Rohnstock, Niederschlesien, Königreich Preußen; † 10. November 1705 in Berlin, Königreich Preußen), war eine deutsche Hebamme aus Schlesien. Sie brachte es als Autodidaktin und Dorfhebamme bis zur Hebamme am brandenburgischen Hof und veröffentlichte das erste deutsche Lehrbuch für Hebammen (Erstausgabe 1690).

## Leben
Justina Dietrich (von Rohnstock) war Tochter des evangelischen Pfarrers Elias Dittrich aus Rohnstock und verheiratet mit dem Rentschreiber Christian Sieg(e)mund. Die Ehe blieb kinderlos, wie sie selbst auf Seite 23 ihres Buches schreibt.
Justina Siegmund eignete sich ihre Hebammenfertigkeiten autodidaktisch an. Sie hatte in ihrem 21. Lebensjahr eine „eingebildete Schwangerschaft“ („grossesse nerveuse“) durchgemacht; nach ihren eigenen Angaben (auf Seite 17 in ihrem Buch von 1723) war es jedoch ein Gebärmuttervorfall. Dabei litt sie wegen der Unwissenheit der (vom Ehemann hinzugezogenen) Hebammen unter großen Schmerzen. Durch diesen Sonderfall am eigenen Leib war ihr Interesse an der Geburtshilfe erwacht.
Im Jahr 1670 wurde die ehemalige Dorfhebamme „Stadt-Wehemutter“ in Liegnitz. Nachdem ihre Bekanntheit und ihr Ansehen gestiegen waren, wurde sie 1683 vom Großen Kurfürsten Friedrich Wilhelm als „Chur-Brandenburgische Hof-Wehemutter“ (Hebamme) nach Berlin berufen. Sie wirkte auch an anderen Höfen, unter anderem in den Niederlanden.
Das Suffix -in wurde (zusammen mit dem bestimmten Artikel) früher für Feminisierungen bei Familiennamen und historisch als Anrede von Frauen benutzt; es wurde dem Namen oder Beruf des Ehemanns angehängt. Deswegen bezeichnete sich Justine Siegemund (zum Beispiel im unten abgedruckten Dokument vom 11. Februar 1690) auch selbst als die Siegemundin.

## Der Siegemundinsche Handgriff
Nach der Siegemundin wurde der klassische „gedoppelte Handgriff“ (bei schwieriger Wendung auf den Fuß bei Schädellagen [oder bei Querlagen]) benannt („Wendung des Kindes während der Geburt aus der Kopflage auf den Fuß, indem der herabgeholte Fuß mit einem Band angeschlungen und so Platz für die zweite Hand des Geburtshelfers geschaffen wird, die dann, in den Uterus eingeführt, den Kopf direkt hochschiebt.“).

## Werk und Bedeutung
Siegemund verfasste ein Lehrbuch für Hebammen. Dafür schöpfte sie ganz aus ihren eigenen vieljährigen Erfahrungen und den Notizen, die sie sich über jeden schweren Geburtsfall gemacht hatte. Sie legte das Buch der medizinischen Fakultät der Brandenburgische Universität Viadrina in Frankfurt (Oder) zur Zensur vor und erhielt 1689 deren Billigung. Es erschien 1690 unter dem Titel „Die Chur-Brandenburgische Hoff-Wehe-Mutter, das ist: ein höchst nöthiger Unterricht von schweren und unrecht stehenden Geburten, in einem Gespräch vorgestellt“. Das Werk wurde wissenschaftlich anerkannt und blieb lange Zeit das medizinische Standardwerk der Hebammenkunst.
Das Hebammenbuch der Siegemundin wurde nach der Erstauflage in Coelln an der Spree 1690 mehrfach neu aufgelegt: Berlin 1708, Leipzig 1715 und 1724, erweiterte Auflagen unter dem Titel: Die Königl. Preuss. und Chur-Brandenb. Hoff-Wehe-Mutter [...]., Berlin 1723, 4°, 1741, 1752, 1756. Zudem gab es eine holländische Übersetzung mit Beifügung eines Texts von Cornelius Solingen, Amsterdam 1691, 4°. G. in Hirsch-H. V, S. 263 f.

## Varia
2023 wurde Siegemund mit einem Google Doodle geehrt.

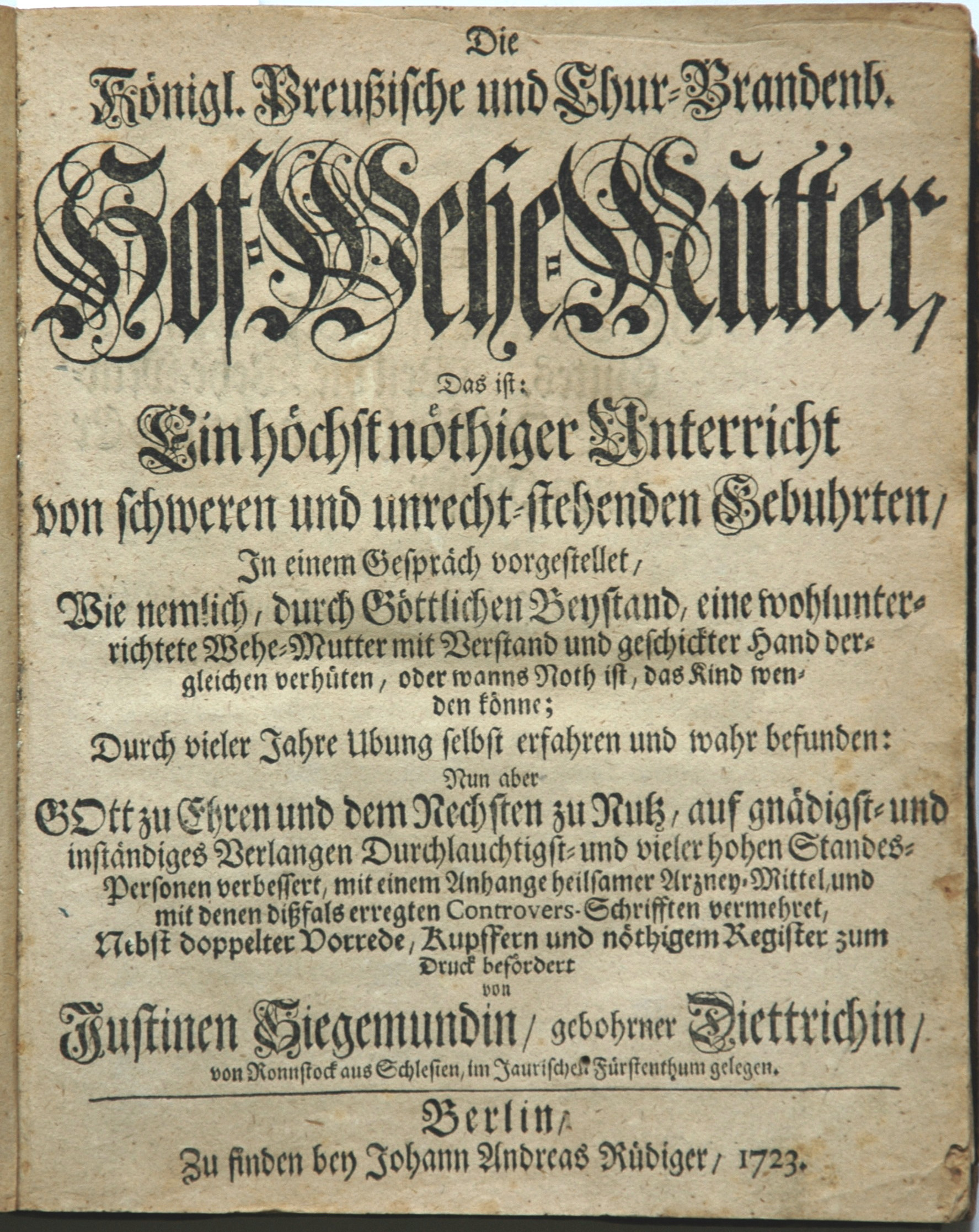
Titelblatt des Werkes, einer späteren Auflage (1723)
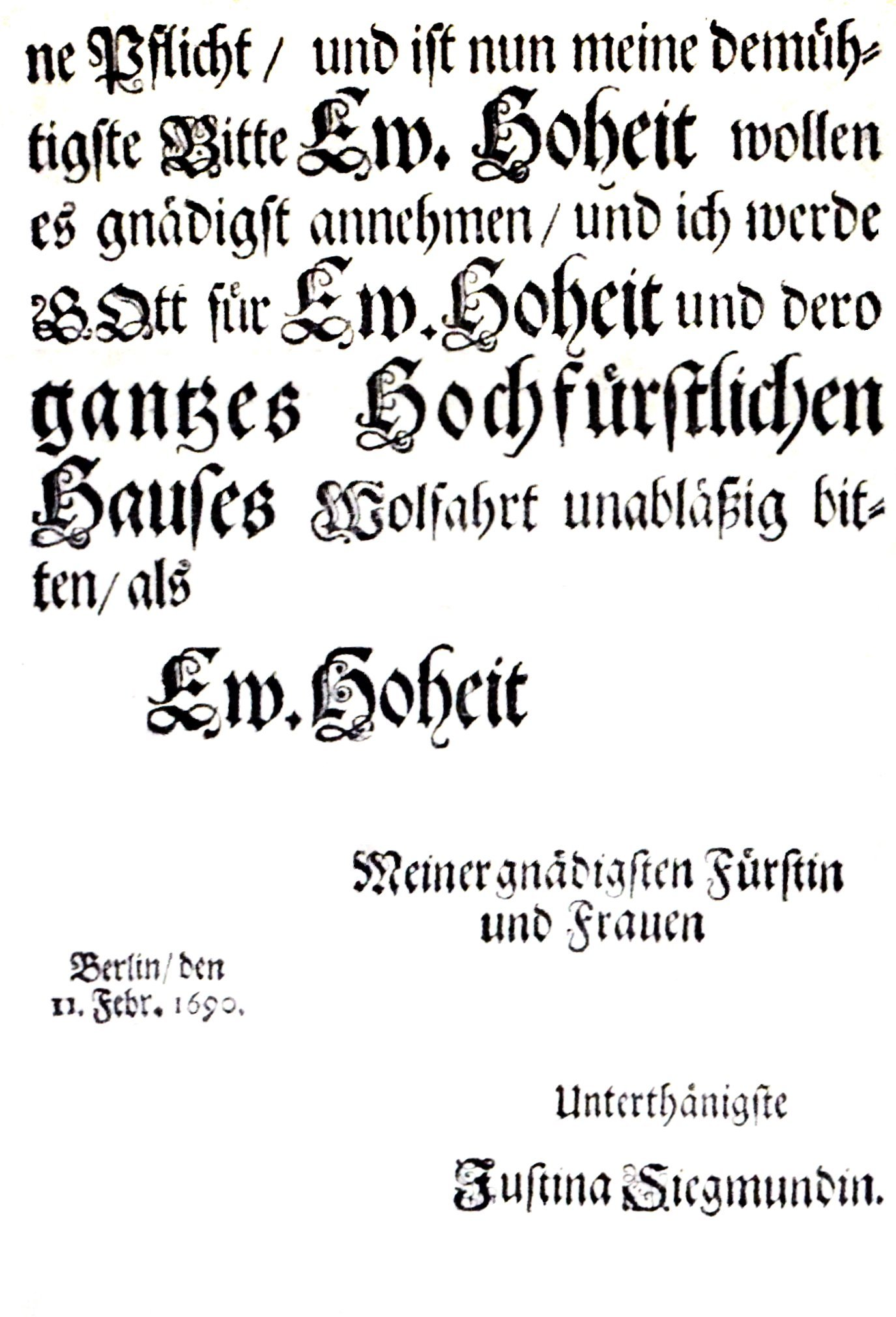
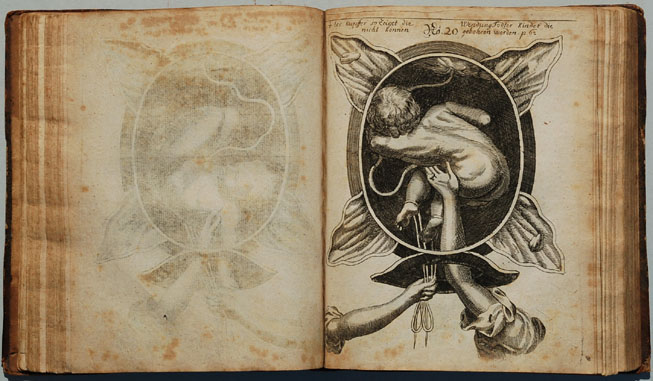
Der gedoppelte Handgriff der Justine Siegemund
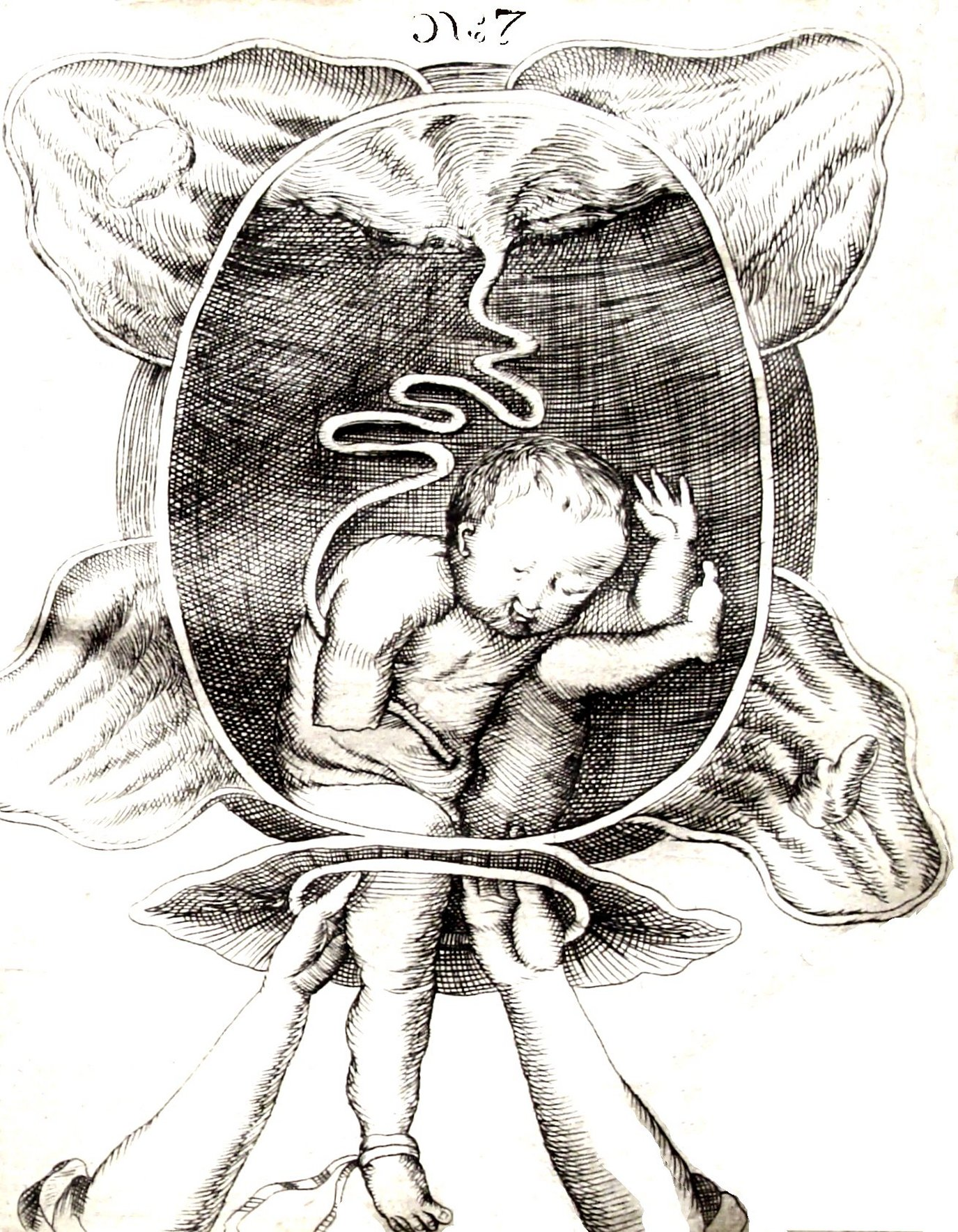

## Schriften
- Die Chur-Brandenburgische Hoff-Wehe-Mutter, das ist: Ein höchst-nöthiger Unterricht von schweren und unrecht-stehenden Gebuhrten. Liebpert, Cölln an der Spree 1690. (Digitalisat und Volltext im Deutschen Textarchiv), (Digitalisierte Ausgabe von 1723 der Universitäts- und Landesbibliothek Düsseldorf)